# 东嘎街道
东嘎街道（藏語：གདོང་དཀར་）是中华人民共和国西藏自治区堆龙德庆县的一个镇,位于拉萨市区西北。该镇位于海拔3,828 米，镇区人口4000，全镇人口9,359。该镇大约在 纳木错以北16千米。东嘎街道面积85平方千米。辖3个村委会，有17个自然村。街道办驻地南嘎村。全镇4000人，有藏、汉两个民族。

## 外部連結
- MSN encarta map

29°19′N 88°49′E / 29.317°N 88.817°E